# مسجد سبز (بلخ)
۳۶°۴۵′۳۰″شمالی ۶۶°۵۳′۴۸″شرقی / ۳۶٫۷۵۸۲۲۵°شمالی ۶۶٫۸۹۶۷۰۱°شرقی
مسجد سبز مسجدی در شهر بلخ شمال افغانستان است. باور تاریخ‌نگاران بر این است که ساخت این مسجد از سوی فرمانروای وقت امپراتوری تیموری شرقی، شاهرخ، یا از سوی همسرش گوهرشاد انجام شده‌است.

## تاریخ
پس از مرگ تیمور لنگ در سال ۱۴۰۵، امپراتوری وی از میان رفت و قبایل و جنگ سالاران گوناگون برای رسیدن به سلطه به رقابت پرداختند.
قراقویونلو با گرفتن بغداد در سال ۱۴۱۰ امپراتوری غرب را نابود کرد، اما در ایران و فرارود، شاهرخ از پیرامون سال ۱۴۰۹ توانست کنترل مؤثر را به‌دست آورد.
امپراتوری وی مسیرهای اصلی بازرگانی میان باختر و خاور، از جمله جاده افسانه ای ابریشم را کنترل می‌کرد.
این امپراتوری در معماری بسیاری از مساجد محلی تعدیلاتی پدیدآورده بود و شاهرخ هم از آن مساجد ایده‌هایی را برای ساختمانهای شخصی خود که در دوره پادشاهی اش ساخته بود، وام گرفت. همچنین جنبه‌هایی از این ساختمان، پیش‌درآمد ساخت بنای سرشناس تاج محل شد، زیرا همانندی‌هایی در آنها دیده می‌شود.

## ساختمان

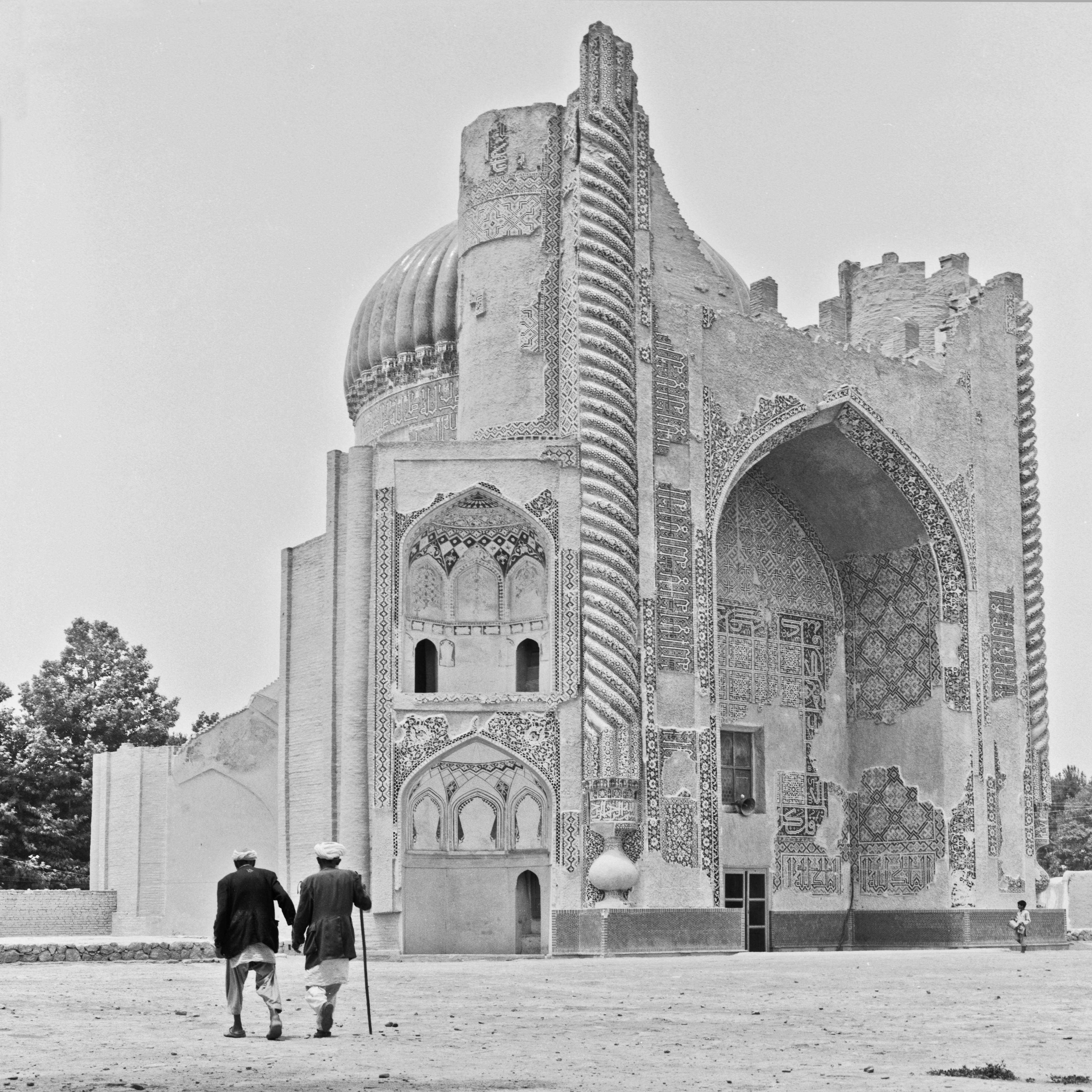
مسجد سبز در شهر بلخ؛ سال ۱۹۷۷

ساختمان اصلی، سبک معماری معمولی تیموری را به نمایش می‌گذارد. با این حال، امروزه بخش بزرگی از ساختمان به دنبال جنگ‌های داخلی همچنین جنگ شوروی و افغانستان، مورد غفلت و آسیب شدید گروه‌های دشمن قرار گرفته‌است. حیاط اصلی به خوبی نگهداری شده‌است و به مردم اجازه می‌دهد در فضاهای باز نماز بخوانند. در پشت ساختمان اما به سنگفرش و باغ‌ها توجه چندانی نشده‌است. گلدسته به دلیل دیرینگی ساختمان فروریخته است یا می‌تواند در زمان جنگ از سوی کمونیست‌ها مورد حمله قرار گرفته باشد. بسیاری از کارهای کاشی از میان رفته و درهای چوبی به شدت نیاز به بازسازی دارند.